# Pangasius djambal
Pangasius djambal ist eine Fischart aus der Gattung Pangasius innerhalb der Familie der Haiwelse. Die Art kommt im Mekongbecken in  Kambodscha, Laos, Vietnam und Thailand sowie in Malaysien und Indonesien vor. Die Art wird vor allem in Indonesien kommerziell befischt und gilt aufgrund ihrer schnellen Wuchses und hohen Proteingehalts als vielversprechender Kandidat für eine Nutzung in der Aquakultur.

## Merkmale
Pangasius djambal ist ein bis zu 90 cm langer und 16 kg schwerer Fisch mit mattgrauem Rumpf. Die Schnauze ist stumpf ohne weißes Band um das Maul. Die Kiemenreuse weist im ersten Bogen 24 bis 35 Strahlen auf, die Afterflosse trägt 31 bis 34 Weichstrahlen. Die Art ist nach genetischen Analysen sehr nah mit der auch äußerlich sehr ähnlichen Art Pangasius bocourti verwandt.

## Lebensweise
Pangasius djambal ernährt sich vorwiegend von bodenbewohnenden Wasserinsekten und Würmern, in geringerem Maß auch von freischwimmenden Insekten, Wasserpflanzen und Samen. Auf Sumatra wurde eine Ernährung hauptsächlich von Weichtieren nachgewiesen. Im Mekong werden mit steigenden Wasserständen Wanderungen stromaufwärts beobachtet, wo von April bis Juli Laich gefunden wird. Danach wandern die Alttiere wieder stromabwärts in die Fressgründe.